# Sauber C17
Der Sauber C17 war der Formel-1-Rennwagen von Sauber Motorsport für die Formel-1-Weltmeisterschaft 1998 und nahm an allen 16 Rennen dieser Saison teil. Angetrieben wurde der Wagen von einem Petronas SPE-01D-V-10-Motor mit 3 Liter Hubraum, der 790 PS leistete.

## Technik und Entwicklung

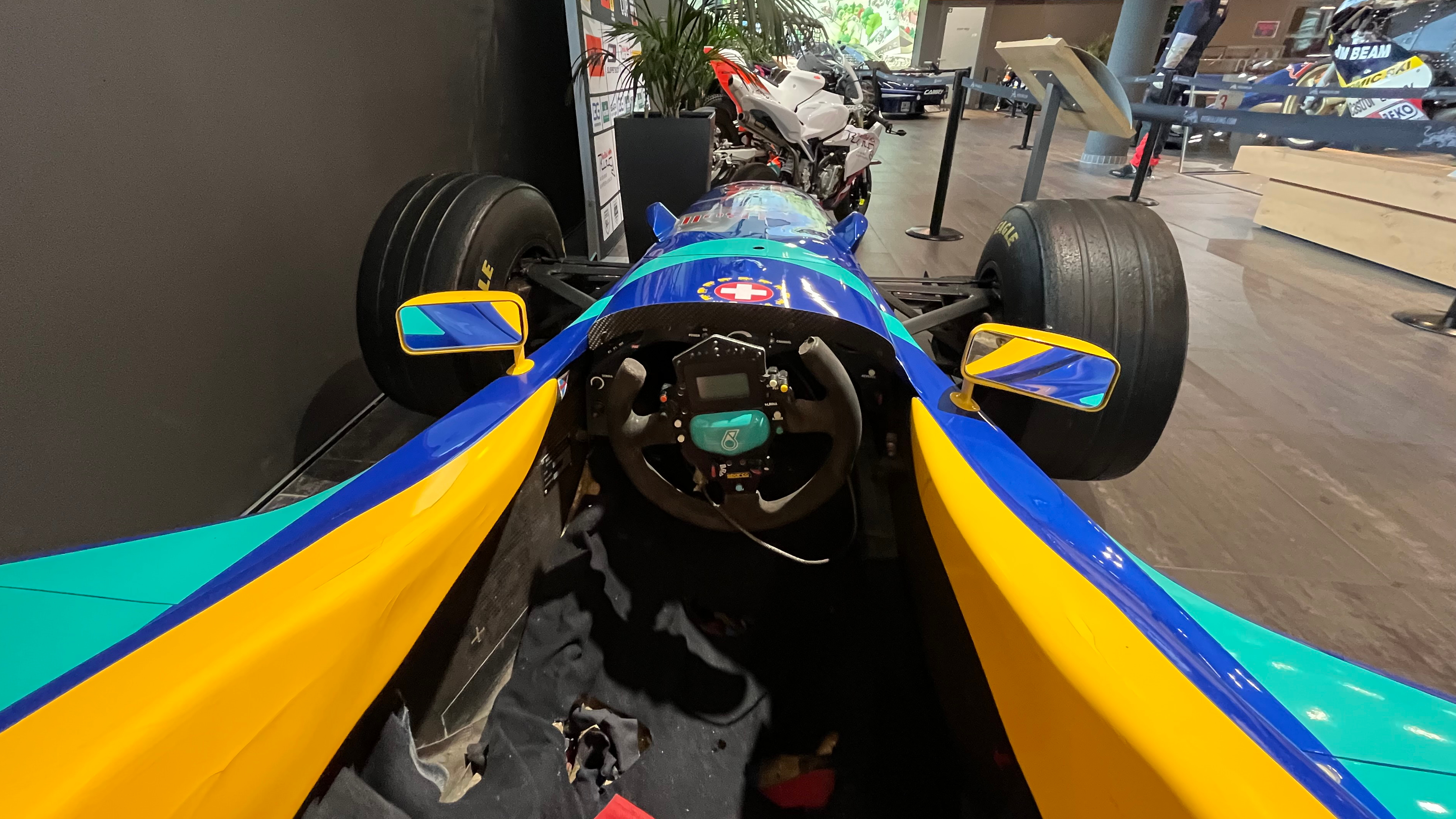
Der Blick auf das Cockpit

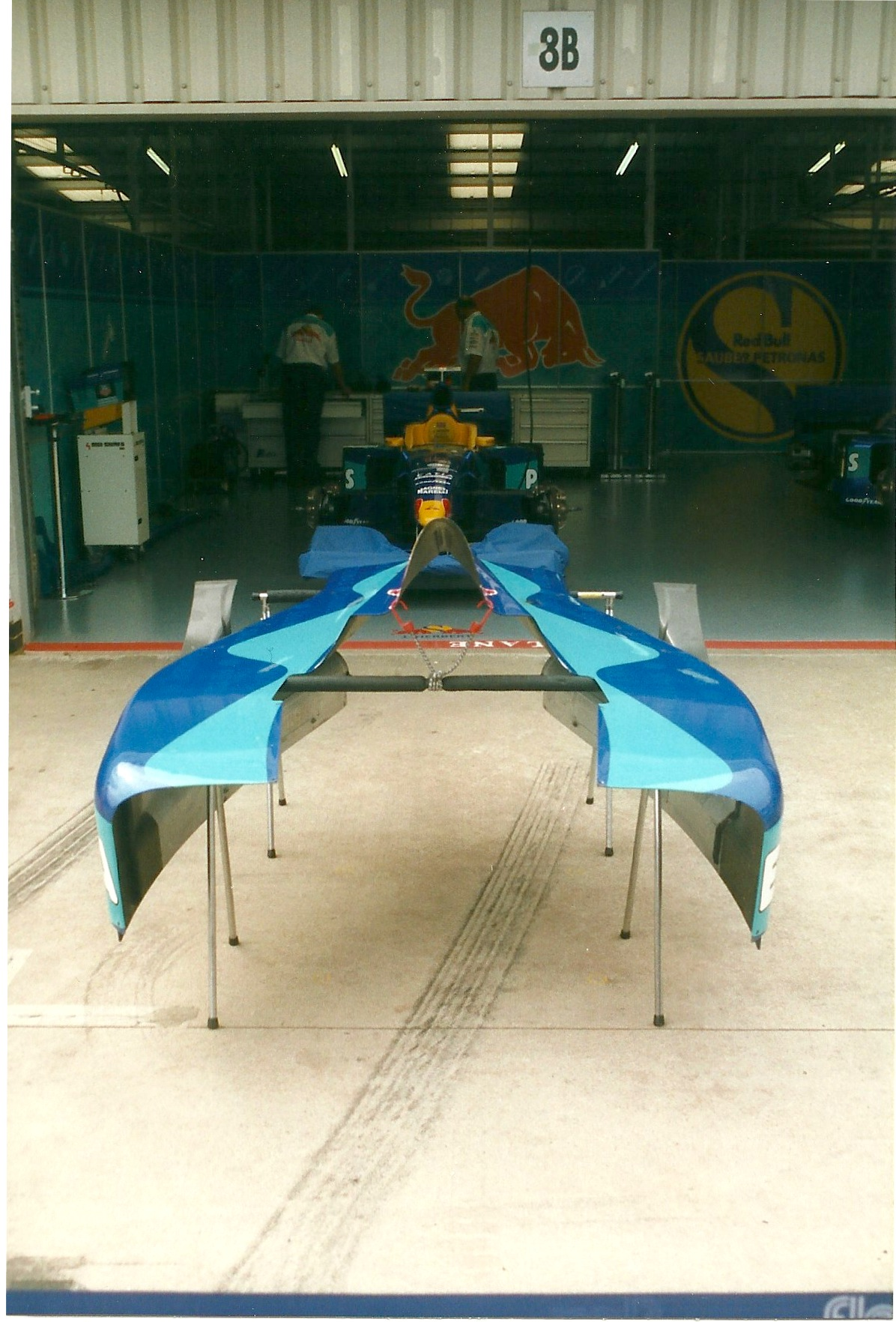
Die Motorabdeckung eines Sauber C17 beim Rennwochenende in Großbritannien 1998

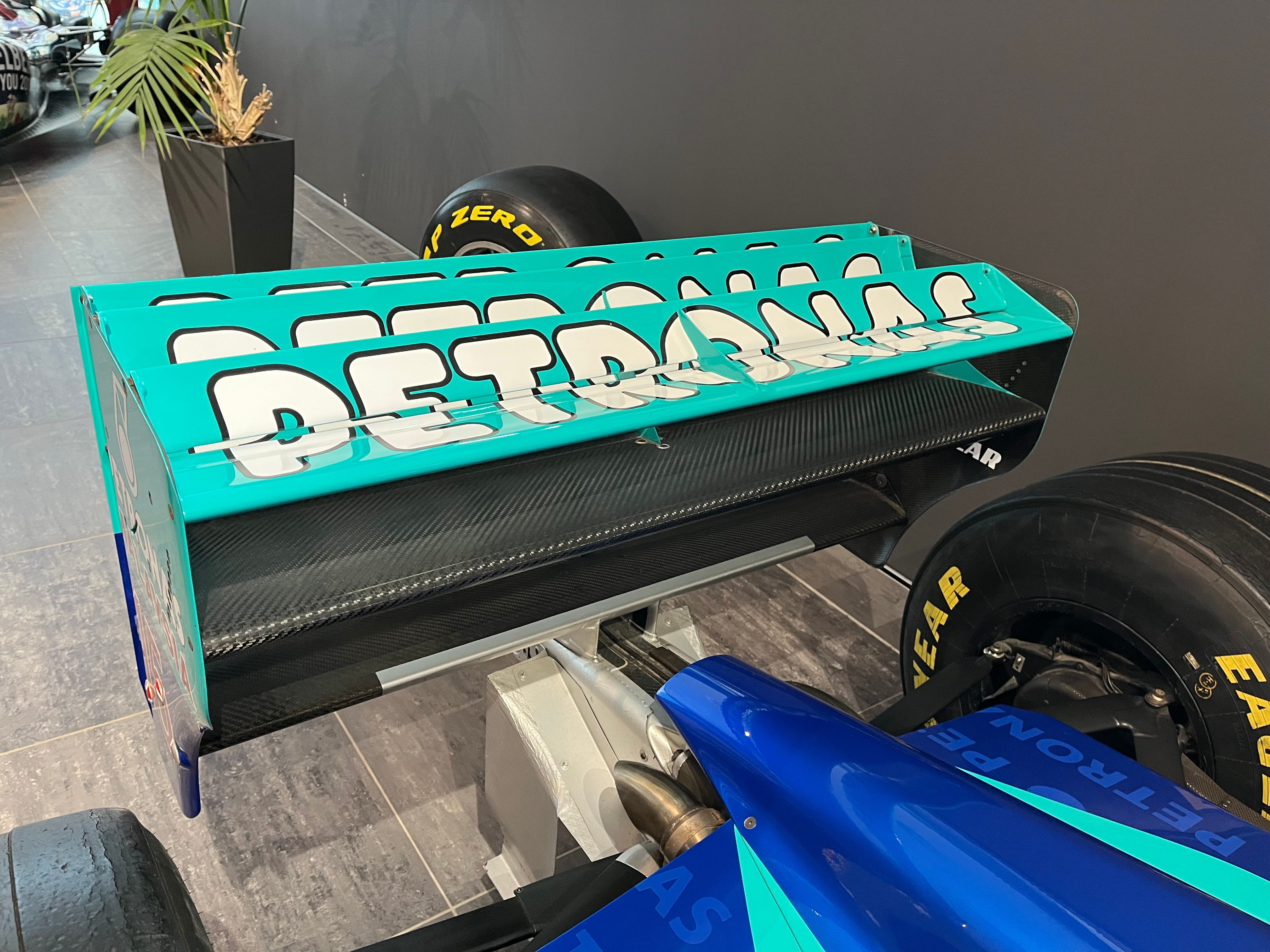
Der Heckflügel

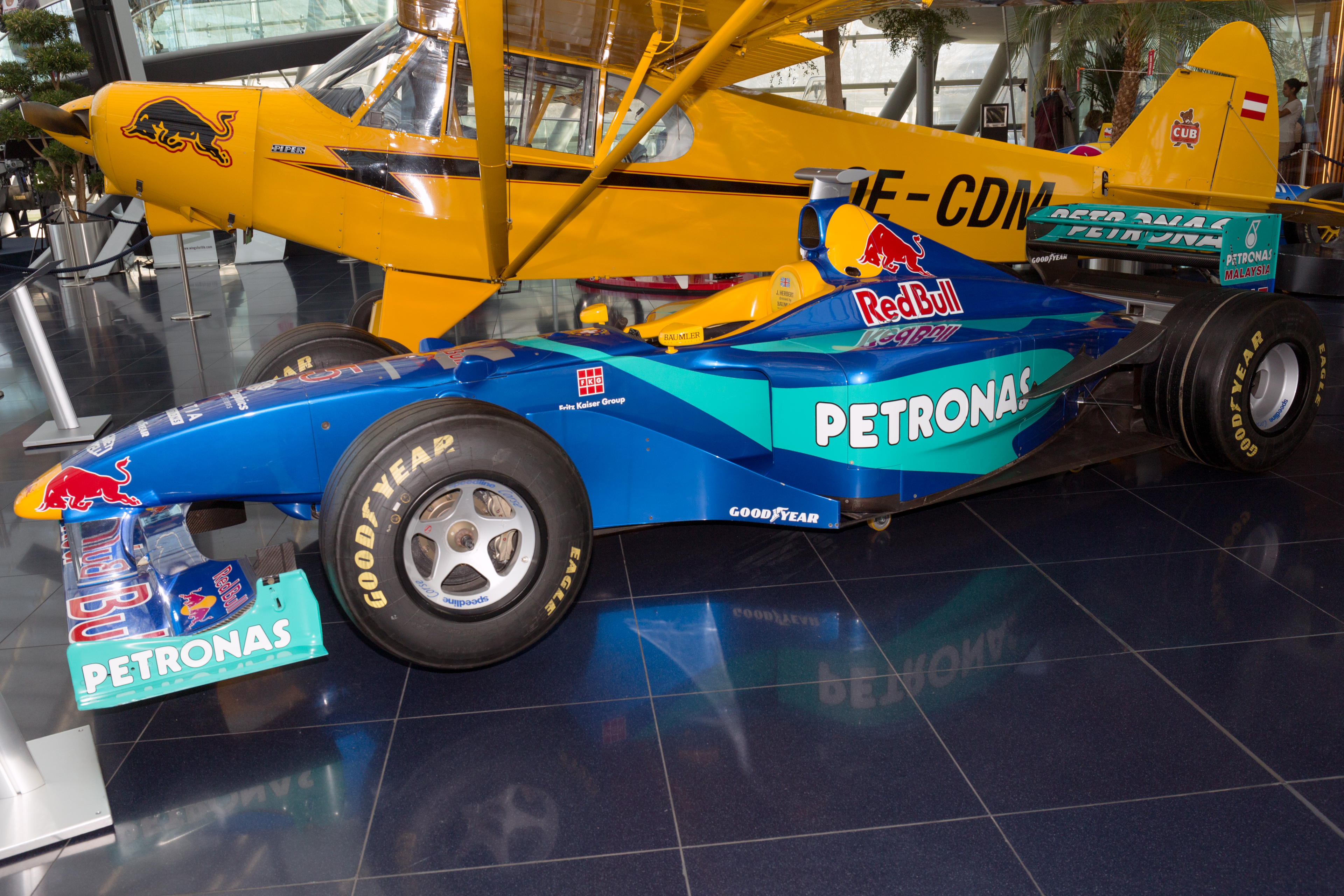
Sauber C17 im Hangar-7

Der technische Direktor für die Entwicklung des Wagens war Leo Ress, für die Aerodynamik war René Hilhorst zuständig.
Der 10-Zylinder-V-Motor mit einem Zylinderbankwinkel von 75 Grad und Aluminium-Gehäuse hatte einen Hubraum von 2998,1 cm³. Mit einer Leistung von 537 kW (730 PS) und einer maximalen Drehzahl von 16.200/min gehörte der Petronas-Motor (vorher Ferrari 046) nicht zu der stärksten Sorte seines Jahrgangs. Die Elektronik und die Einspritzung lieferte Magneti Marelli. Der Motor war 590 mm lang, 580 mm breit, 400 mm hoch und wog 118 kg. Das von Sauber/Xtrac hergestellte sequentielle Sechsganggetriebe war längs eingebaut und wurde halbautomatisch elektrohydraulisch geschaltet.
Das Fahrgestell war ein Monocoque in Sandwichbauweise mit Wabenkern und Deckschichten aus mit Kohlenstoff- und Aramidfasern verstärktem Verbundwerkstoff-. Der Radstand betrug 3020 mm, die Spurweite 1470 mm und das Tankvolumen 138 Liter. Das Auto wog insgesamt 512 kg. Die Radaufhängung an Doppelquerlenkern hatte hinten und vorn zwei Dämpfer, die über Schubstangen und Kipphebel betätigt wurden. Es wurden insgesamt sieben Chassis gebaut.

## Renngeschichte
Die Saison wurde mit Hilfe des langjährigen Sauber-Mitarbeiters und seit 1995 Teamchef von Sauber Max Welti vorbereitet. Überraschend war Welti am Ende des Jahres 1997 in Hinwil nicht mehr erwünscht, Peter Sauber übernahm seine Position. Begründet wurde dieser Schritt damit, dass Peter Sauber mehr direkte Verantwortung für das Team haben wollte, und dies würde Weltis Platz beanspruchen.
Im Frühling unterschrieb Peter Sauber als einziger Teamchef der Formel 1 das Concorde Agreement nicht. Sauber drohte die Isolation in der Formel 1. Erst im Sommer wurde das Agreement nach zähen Verhandlungen mit Bernie Ecclestone und FIA-Präsident Max Mosley unterzeichnet.
Der Sauber C17 zählte nicht zu den erfolgreichen Konstruktionen des Jahres 1998. Dies nicht deshalb weil der Rennwagen zu langsam gewesen wäre, sondern dem Gesamtpaket fehlte die Zuverlässigkeit. So fiel man vielfach gegen Ende des Rennens aus und verlor wertvolle Weltmeisterschaftspunkte. So schied Alesi beim Rennen in Monaco auf Platz fünf liegend mit einem Getriebeschaden aus und in Silverstone lag er auf Rang vier, als ihn ein Elektrikdefekt ereilte. Zusätzlich fielen Herbert und Alesi mehrfach durch Kollisionen aus, so etwa Herbert in Buenos Aires und Alesi in Montreal sowie in Spielberg. Bei letzterem Rennen hatte er sich sensationell für den zweiten Startplatz qualifiziert und zum Zeitpunkt des Ausfalls noch auf Platz 5 gelegen. Johnny Herbert schied zudem einige Male durch Fahrfehler aus. Beim Rennen in São Paulo gab er vorzeitig aufgrund körperlicher Beschwerden auf.
Das Ziel, mindestens den fünften Rang in der Konstrukteurs-Weltmeisterschaft zu erreichen, wurde mit dem sechsten Rang und 10 Punkten verfehlt. Jean Alesi wurde in der Fahrerweltmeisterschaft auf Rang 11 mit neun Punkten und Johnny Herbert mit einem Punkt auf dem 15. Rang klassiert. Das beste Resultat erreichte Jean Alesi mit Rang drei beim Großen Preis von Belgien.

## Lackierung und Sponsoring
Die Farbe des Rennwagens war aufgrund des Hauptsponsors Red Bull Dunkelblau, die Seitenkästen und der Heckflügel waren im Türkis des Sponsors Petronas lackiert, wo auch dessen Schriftzug angebracht wurde. Der Headrest und die Rückspiegel wurden gelb oder rot gehalten, je nachdem welcher Fahrer unterwegs war. Auf der Motorabdeckung sowie der Nase und dem Frontflügel des Renners waren Aufkleber des Getränkeherstellers zu sehen. Kleinere Sponsoren waren Silicon Graphics, Fritz Kaiser Group, Catia Solutions und das Bekleidungsunternehmen Bäumler. Der Riefenlieferant Goodyear warb am Bargeboard mit ihrem Logo. 

## Fahrer
Die Fahrer des C17 waren der Franzose Jean Alesi und der Engländer Johnny Herbert. Bereits im September gab Johnny Herbert bekannt, dass er für die Saison 1999 bei Stewart Grand Prix unterschrieben hat. Testfahrer war der Deutsche Jörg Müller.

## Weitere Verwendung der Chassis
Ein Sauber C17 von Johnny Herbert ist wechselnd im Hangar-7 von Red Bull sowie im Infocenter am Red Bull Ring ausgestellt.

## Ergebnisse
| Fahrer                          | Nr.                             | 1   | 2  | 3   | 4   | 5  | 6  | 7   | 8 | 9   | 10  | 11  | 12 | 13  | 14  | 15  | 16 | Punkte | Rang |
| ------------------------------- | ------------------------------- | --- | -- | --- | --- | -- | -- | --- | - | --- | --- | --- | -- | --- | --- | --- | -- | ------ | ---- |
| Formel-1-Weltmeisterschaft 1998 | Formel-1-Weltmeisterschaft 1998 |     |    |     |     |    |    |     |   |     |     |     |    |     |     |     |    | 10     | 6.   |
| J. Alesi                        | 14                              | DNF | 9  | 5   | 6   | 10 | 12 | DNF | 7 | DNF | DNF | 10  | 7  | 3   | 5   | 10  | 7  | 10     | 6.   |
| J. Herbert                      | 15                              | 6   | 11 | DNF | DNF | 7  | 7  | DNF | 8 | DNF | 8   | DNF | 10 | DNF | DNF | DNF | 10 | 10     | 6.   |

| Legende  | Legende            | Legende                                                          |
| Farbe    | Abkürzung          | Bedeutung                                                        |
| -------- | ------------------ | ---------------------------------------------------------------- |
| Gold     | –                  | Sieg                                                             |
| Silber   | –                  | 2. Platz                                                         |
| Bronze   | –                  | 3. Platz                                                         |
| Grün     | –                  | Platzierung in den Punkten                                       |
| Blau     | –                  | Klassifiziert außerhalb der Punkteränge                          |
| Violett  | DNF                | Rennen nicht beendet (did not finish)                            |
| Violett  | NC                 | nicht klassifiziert (not classified)                             |
| Rot      | DNQ                | nicht qualifiziert (did not qualify)                             |
| Rot      | DNPQ               | in Vorqualifikation gescheitert (did not pre-qualify)            |
| Schwarz  | DSQ                | disqualifiziert (disqualified)                                   |
| Weiß     | DNS                | nicht am Start (did not start)                                   |
| Weiß     | WD                 | zurückgezogen (withdrawn)                                        |
| Hellblau | PO                 | nur am Training teilgenommen (practiced only)                    |
| Hellblau | TD                 | Freitags-Testfahrer (test driver)                                |
| ohne     | DNP                | nicht am Training teilgenommen (did not practice)                |
| ohne     | INJ                | verletzt oder krank (injured)                                    |
| ohne     | EX                 | ausgeschlossen (excluded)                                        |
| ohne     | DNA                | nicht erschienen (did not arrive)                                |
| ohne     | C                  | Rennen abgesagt (cancelled)                                      |
| ohne     | keine WM-Teilnahme |                                                                  |
| sonstige | P/fett             | Pole-Position                                                    |
| sonstige | 1/2/3/4/5/6/7/8    | Punktplatzierung im Sprint-/Qualifikationsrennen                 |
| sonstige | SR/kursiv          | Schnellste Rennrunde                                             |
| sonstige | *                  | nicht im Ziel, aufgrund der zurückgelegten Distanz aber gewertet |
| sonstige | ()                 | Streichresultate                                                 |
| sonstige | unterstrichen      | Führender in der Gesamtwertung                                   |